# Verkhnyaya Pyshma
Verkhnyaya Pyshma (tiếng Nga: Верхняя Пышма) là một thành phố Nga. Thành phố này thuộc chủ thể Sverdlovsk Oblast. Thành phố có dân số 58.016 người (theo điều tra dân số năm 2002). Đây là thành phố lớn thứ 286 của Nga theo dân số năm 2002. Dân số qua các thời kỳ: